# Bertrand Bisimwa
Bertrand Bisimwa (* 1972 in Bukavu) ist der „Präsident“ der Rebellenorganisation Bewegung 23. März (M23) im Osten der Demokratischen Republik Kongo. Er ist Jurist.
In unterschiedlichen Rebellenorganisationen kämpfte er gegen die Regierungen der Demokratischen Republik Kongo. Zuerst ab 1996 in der Alliance des Forces Démocratiques pour la Libération du Congo (AFDL). Das Ziel der AFDL wurde mit dem Ende der Herrschaft von Mobutu Sese Seko erreicht. Ab 1998 wurde Bisimwa Mitglied der neugegründeten Rebellenorganisation Rassemblement Congolais pour la Démocratie (RCD), die die Regierungen unter Laurent-Désiré Kabila und Joseph Kabila bekämpfte. Seit 2012 ist er Teil der M23. Bevor er am 7. März 2013 als Nachfolger von Jean-Marie Runiga zum Führer der M23 ernannt wurde, war er ihr Sprecher gewesen.
Bisimwa wirft den Regierungen in Kinshasa vor, die Bevölkerung im Ostkongo vergessen zu haben und nicht in den Friedensprozess einzubeziehen. Er beschuldigt sie, korrupt zu sein und den Frieden und die Entwicklung im Kongo zu verhindern.